# Gustav Havel
Gustav Havel (27. srpna 1930 – 30. prosince 1967, Praha) byl český závodník Grand Prix silničních motocyklů, zasloužilý mistr sportu a reprezentant ČSSR v MotoGP.

## Závodní kariéra
Na start závodu se poprvé postavil v roce 1949 v Praze. Svou kariéru v Grand Prix zahájil v roce 1961 na motocyklech Jawa. Patřil mezi novou generaci silničních motocyklových závodníků nastupující v 60. letech 20. století.
Jeho obdivuhodné jezdecké umění, čistý jezdecký styl a cit pro motocykl přinášely mnohá vítězství a dobré výsledky. Dosáhl i významných úspěchů při startech v zahraničí, kterými se zařadil mezi světovou špičku. Svou nejlepší sezónu zažil v roce 1961, když skončil na třetím místě v mistrovství světa 350cc. Zapsal se trvale do historie silničního motocyklového sportu. Motocyklový sport byl pro něho vším a nechtěl ho měnit za nic jiného.

## Úmrtí
30. prosince 1967 cestou do zaměstnání havaroval u stadionu Bohemians v Praze a téhož dne utrpěným těžkým zraněním ve Vinohradské nemocnici podlehl.
Po tragické nehodě se tehdejší rada Automotoklubu Hořice usnesla uctít jeho památku a požádala Eli Havlovou o souhlas, zda by závod 300 zatáček mohl nést trvale jeho jméno.